# Les Hyènes
Les Hyènes est le 6e épisode de la saison 1 de la série télévisée Buffy contre les vampires.

## Résumé
Lors d'une sortie au zoo avec le lycée, Alex et cinq autres élèves s'introduisent dans un pavillon de hyènes ensorcelées capables, d'après le gardien, de réveiller leurs instincts primitifs. Alex veut empêcher quatre camarades d'en brutaliser un cinquième. Mais alors que le souffre-douleur de la bande s'enfuit, les cinq jeunes gens restant - dont Alex - se mettent à agir comme une véritable meute de chiens sauvages. Le lendemain, Alex se met à avoir un comportement des plus déplaisants, y compris avec Willow et Buffy, et commencent à passer de plus en plus de temps avec les quatre membres de la bande. Ses amies vont prévenir Giles de son attitude. Initialement septique, il finit par conclure à un cas de possession après que tous aient deviné qu'Alex et les autres ont dévoré le cochon servant de mascotte à l'équipe de football du lycée. Après avoir humilié Willow, Alex agresse Buffy, mais elle parvient à l'assommer et à l'enfermer dans une cage alors que, dans le même temps, les quatre autres membres de la meute vont dévorer le proviseur Flutie dans son bureau. Buffy et Giles retournent au zoo et s'entretiennent avec le gardien, qui se propose de les aider à réaliser un exorcisme.   
Après avoir essayé de s'en prendre à Willow, Alex est libéré par le reste de la meute et, qui, ensemble, attaquent eux aussi Willow, qui est secourue de justesse par Buffy. Giles et le gardien cherchent à mettre fin à la possession mais Giles découvre que le gardien veut en fait être possédé à la place des jeunes gens. Il assomme Giles et prend Willow en otage avant de réciter une formule qui met fin à la possession des cinq lycéens en la remplaçant par la sienne. Alex et Buffy s'attaquent alors à lui et, au cours du combat, le gardien est projeté dans l'enclos des hyènes et est dévoré. Le lendemain, Alex prétend ne plus se souvenir de rien auprès de ses amies. Mais Giles n'est pas dupe, aucune amnésie n'ayant été recensé dans les cas connus d'exorcisme animalier. Il promet cependant de garder le secret.

## Production
Les scènes se déroulant au zoo ont été tournées au zoo de Santa Ana. La scène au ralenti présentant Alex et les quatre autres lycéens possédés marchant en bande dans la cour du lycée de Sunnydale avec en fond sonore le titre Job's Eyes du groupe Far est considérée par Niki Stafford comme l'une des meilleures utilisations de la musique de toute la série. La vidéo de hyènes, que regarde Willow, pendant qu'Alex est enfermé derrière un local grillagé, sont en réalité des lycaons, qui bien que de mœurs et d'apparence légèrement similaires, n'ont rien à voir avec la familles des hyènidés car issus comme le loup de la famille des canidés.

## Statut particulier
Noel Murray, du site A.V. Club, affirme que, même si « l'analogie entre les hyènes et les cliques du lycée n'est pas aussi bien développée » qu'elle aurait pu l'être, « la narration est intéressante » et « quelques scènes sont vraiment dérangeantes et sinistres », notamment la confrontation entre la meute et le principal Flutie. La BBC évoque « un élément surnaturel amené de façon maladroite » et mal expliqué mais un épisode qui reste néanmoins « extrêmement inventif » et qui bénéficie d'une « brillante interprétation de Nicholas Brendon, lequel transpire la menace dans chaque scène ». Mikelangelo Marinaro, du site Critically Touched, délivre une critique plus négative et lui donne la note de D+, estimant qu'il y a une bonne idée de départ et quelques scènes vraiment convaincantes, certaines étant même inhabituellement sombres pour la saison 1, mais que l'exécution générale est mauvaise, que les « conséquences sont inexistantes » une fois l'épisode terminé, et que le « thème central ne tient pas très bien la route en termes de profondeur et de pertinence par rapport aux personnages principaux ».

## Analyse
Le changement d'attitude d'Alex est une métaphore des changements intervenant à l'adolescence. Cela est souligné quand Buffy dit à Giles qu'Alex a changé de façon de s'habiller et de se comporter, se moque des plus faibles et a rejoint un groupe avec qui il se livre à des actes stupides. Giles répond alors à Buffy qu'Alex s'est tout simplement transformé en un garçon âgé de seize ans. Le comportement de prédateurs des adolescents est mis en parallèle avec celui d'une meute animale.

## Distribution

### Acteurs crédités au générique
- Sarah Michelle Gellar : Buffy Summers
- Nicholas Brendon : Alexander Harris
- Alyson Hannigan : Willow Rosenberg
- Charisma Carpenter : Cordelia Chase (créditée mais n'apparaît pas)
- Anthony Stewart Head : Rupert Giles

### Acteurs crédités en début d'épisode
- Ken Lerner : Principal Flutie
- Eion Bailey : Kyle DuFours
- Michael Mcraine : Rhonda Kelley
- Brian Gross : Tor Hauer
- Jennifer Sky : Heidi
- Jeff Maynard : Lance
- James Stephens : Dr Weirick